# Amleto Cataldi
Pour les articles homonymes, voir Cataldi.
Amleto Cataldi (Hamlet Cataldi), né à Naples (Italie) le 2 novembre 1882 et mort à Rome (Italie) le 31 août 1930, est un sculpteur italien.

## Biographie
Membre de l'Accademia Albertina de Turin, il expose à Venise et Rome ainsi qu'au Salon des artistes français dès 1924, au Salon des Tuileries en 1929 et en Espagne, en Allemagne et aux États-Unis.